# Jezioro Chalińskie
Jezioro Chalińskie – jezioro w woj. kujawsko-pomorskim, w powiecie lipnowskim, w gminie Dobrzyń nad Wisłą, leżące na terenie Pojezierza Dobrzyńskiego.

## Dane morfometryczne
Powierzchnia zwierciadła wody według różnych źródeł wynosi od 122,5 ha do 125,0 ha.
Zwierciadło wody położone jest na wysokości 99,8 m n.p.m. lub 99,6 m n.p.m. Średnia głębokość jeziora wynosi 1,6 m, natomiast głębokość maksymalna 3,7 m.
W oparciu o badania przeprowadzone w 2003 roku wody jeziora zaliczono do wód pozaklasowych i poza kategorią podatności na degradację.
W roku 1996 wody jeziora również zaliczono do wód pozaklasowych.